# Oklahoma City Thunder 2009-2010
La stagione 2009-10 degli Oklahoma City Thunder fu la 43ª nella NBA per la franchigia e la seconda a Oklahoma City.
Gli Oklahoma City Thunder arrivarono terzi nella Northwest Division della Western Conference con un record di 50-32. Nei play-off persero al primo turno con i Los Angeles Lakers (4-2).

## Roster
| N° | Naz.                      | Ruolo | Sportivo          | Anno | Alt. | Peso |
| -- | ------------------------- | ----- | ----------------- | ---- | ---- | ---- |
| 0  | Stati Uniti (bandiera)    | G     | Russell Westbrook | 1988 | 191  | 85   |
| 2  | Svizzera (bandiera)       | G     | Thabo Sefolosha   | 1984 | 196  | 98   |
| 3  | Stati Uniti (bandiera)    | A     | D.J. White        | 1986 | 206  | 114  |
| 4  | Stati Uniti (bandiera)    | A     | Nick Collison     | 1980 | 206  | 116  |
| 5  | Stati Uniti (bandiera)    | G     | Kyle Weaver       | 1986 | 198  | 91   |
| 6  | Stati Uniti (bandiera)    | G     | Eric Maynor       | 1987 | 191  | 79   |
| 7  | Stati Uniti (bandiera)    | G     | Kevin Ollie       | 1972 | 193  | 88   |
| 8  | Stati Uniti (bandiera)    | G     | Joe Smith         | 1985 | 198  | 98   |
| 9  | Rep. del Congo (bandiera) | A     | Serge Ibaka       | 1989 | 208  | 107  |
| 12 | Serbia (bandiera)         | C     | Nenad Krstić      | 1983 | 213  | 109  |
| 13 | Stati Uniti (bandiera)    | G     | James Harden      | 1989 | 196  | 100  |
| 14 | Stati Uniti (bandiera)    | G     | Shaun Livingston  | 1985 | 201  | 83   |
| 22 | Stati Uniti (bandiera)    | A     | Jeff Green        | 1986 | 206  | 107  |
| 23 | Stati Uniti (bandiera)    | C     | B.J. Mullens      | 1989 | 213  | 125  |
| 29 | Stati Uniti (bandiera)    | G     | Mike Wilks        | 1979 | 178  | 84   |
| 35 | Stati Uniti (bandiera)    | A     | Kevin Durant      | 1988 | 206  | 98   |
| 36 | Stati Uniti (bandiera)    | A     | Etan Thomas       | 1978 | 206  | 116  |
| 40 | Stati Uniti (bandiera)    | A     | Ryan Bowen        | 1975 | 201  | 98   |

## Staff tecnico
- Allenatore: Scott Brooks
- Vice-allenatori: Ron Adams, Maurice Cheeks, Rex Kalamian, Mark Bryant, Brian Keefe
- Preparatore fisico: Dwight Daub
- Preparatore atletico: Joe Sharpe